# Gouverneur von Fiume

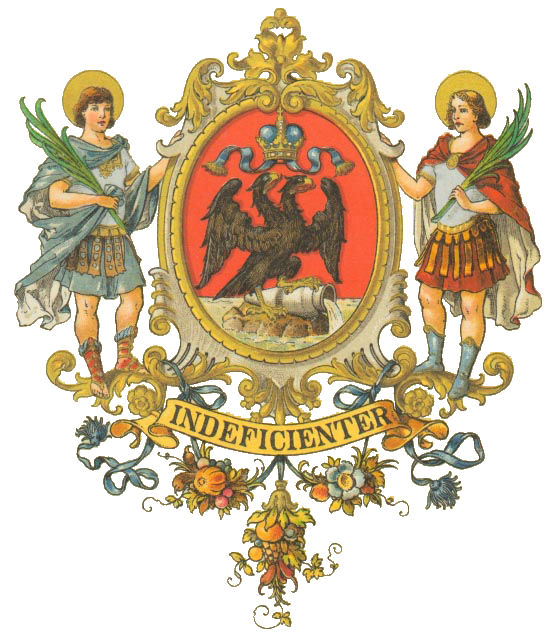
Wappen der Stadt Fiume mit Gebiet

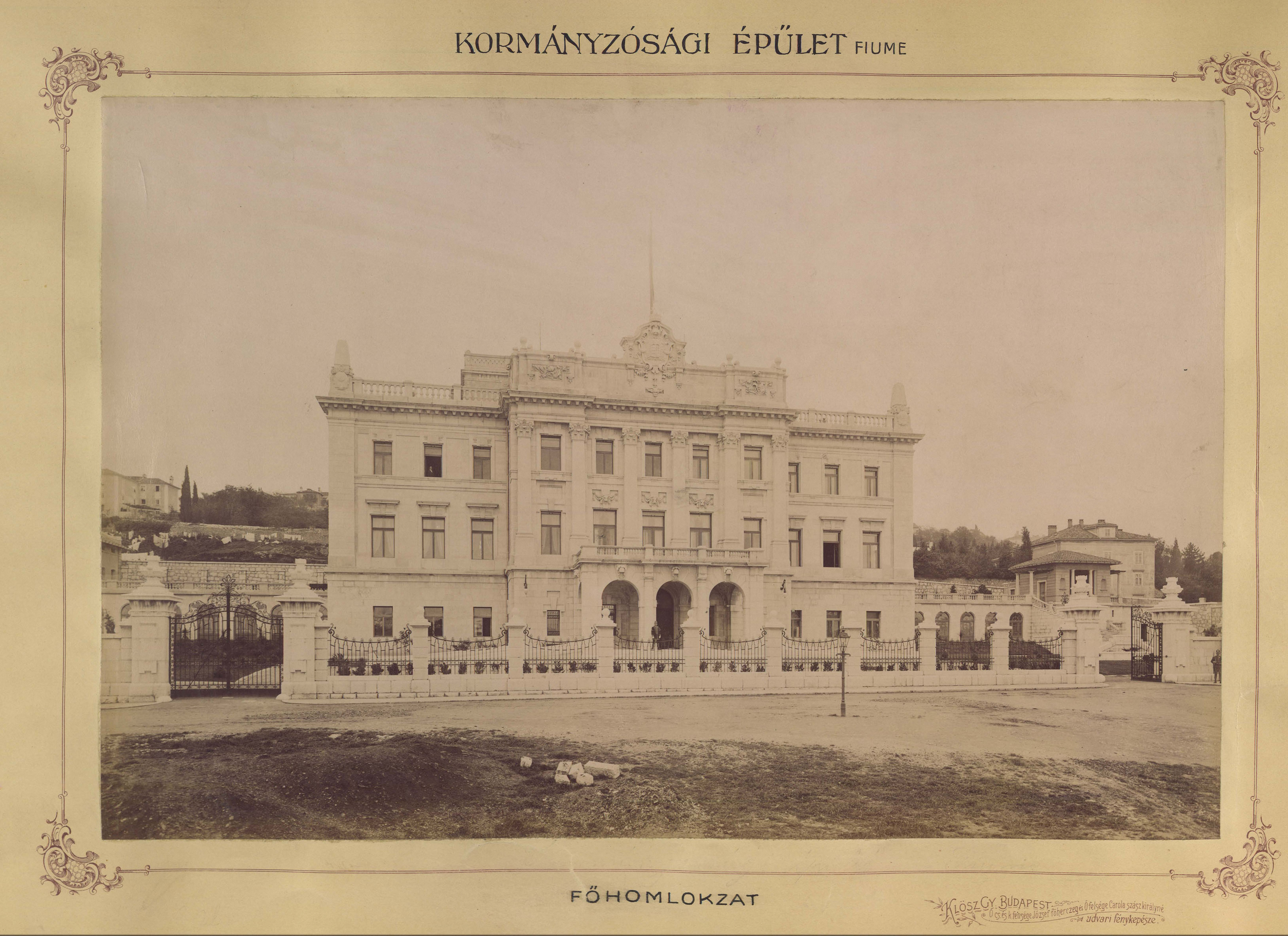
Gouverneurspalast in Fiume (1897)
Architekt Alajos Hauszmann, heute Historisches Museum des kroatischen Küstenlandes (PPMHP)

Der Gouverneur von Fiume (ungarisch fiume kormányzója), Vollform seit 1870 Gouverneur von Fiume und des ungarisch-kroatischen Küstenlands, war von 1776 bis 1918 der administrative Leiter der Stadt Fiume mit Gebiet, einer Verwaltungseinheit des Königreichs Ungarn innerhalb der Habsburgermonarchie. Er wurde vom König Ungarns, ab 1870 mit Gegenzeichnung des ungarischen Ministerpräsidenten, ernannt und war der ungarischen Regierung unterstellt.

## Geschichte
Die Stadt Fiume (heute Rijeka, Kroatien) wurde am 23. August 1775 durch Maria Theresia dem Königreich Ungarn angegliedert und am 23. April 1779 durch ein Diplom als besonderen Körper (Corpus separatum) eng an die ungarische Krone geknüpft; erster Gouverneur wurde József Majláth. Bereits 1797 eroberten französische Truppen Fiume, konnten jedoch bald vertrieben werden. Im Friede von Schönbrunn fiel Fiume an Frankreich und wurde Teil der Illyrischen Provinzen. Erst 1813 wurde das Gebiet durch Laval Nugent von Westmeath befreit und am 5. Juli 1822 erneut mit Ungarn vereinigt. Fiume wurde während der Ungarischen Revolution 1848/1849 am 23. August 1848 von kroatischen Truppen besetzt und am 24. Oktober 1849 administrativ von Ungarn abgetrennt und wurde als besonderer Distrikt nun von Kroatien und Slawonien verwaltet. Auf Wunsch der Bevölkerung, die sich 1861 mit zwei Adressen an Kaiser Franz Joseph I. wendete, wurde Fiume 1867 erneut Ungarn angegliedert. Am 6. April 1867 wurde mit Ede Cseh zunächst ein königlicher Kommissar ernannt und 1870 schließlich, nach dem Österreichisch-Ungarischen Ausgleich (1867) und dem Ungarisch-Kroatischen Ausgleich (1868) mit József Zichy 1870 erneut ein Gouverneur ernannt. Letzter Gouverneur war Zoltán Jekelfalussy, der am 29. Oktober 1918 Fiume verließ, kurz bevor Einheiten der Entente das Gebiet eroberten. Im Vertrag von Trianon (1920) fiel das Gebiet zum Königreich der Serben, Kroaten und Slowenen.

## Aufgaben
Der Gouverneur war in erster Linie mit der Regierung der Stadt Fiume und ihres Gebiets betraut. Ihm unterstand die gesamte Verwaltung der Stadt und es war sein Recht an Sitzungen der Stadtrepräsentanz teilzunehmen und zu präsidieren. Gleichzeitig stand er an der Spitze der königlich ungarischen Seebehörde, welche für den Seehandel, die Schifffahrt und die Reedereien der gesamten ungarisch-kroatischen Seeküste zuständig war, dabei jedoch dem ungarischen Handelsministerium unterstellt war. Seit 1807 war der Gouverneur von Fiume ex officio Mitglied des Magnatenhauses im ungarischen Landtag (ab 1867 Reichstag).

## Liste

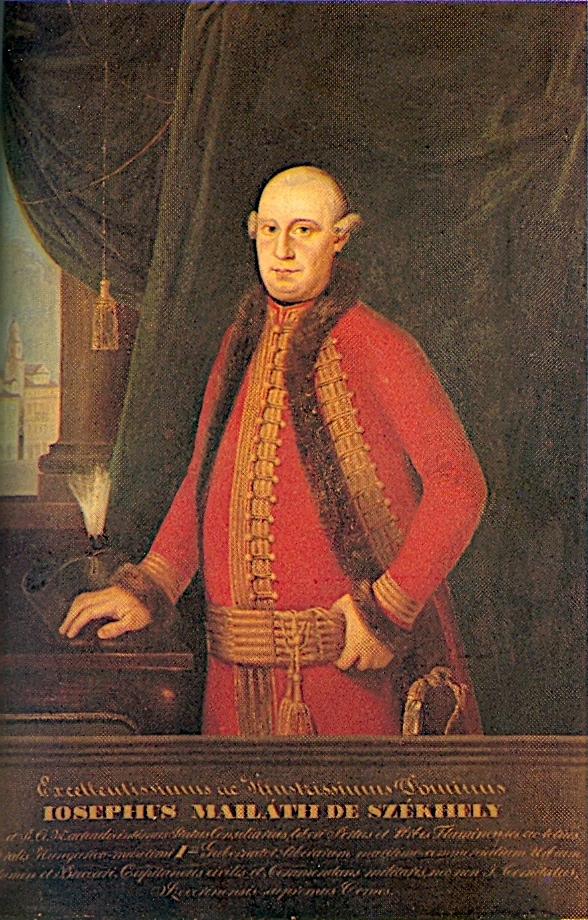
József Majláth, erster Gouverneur

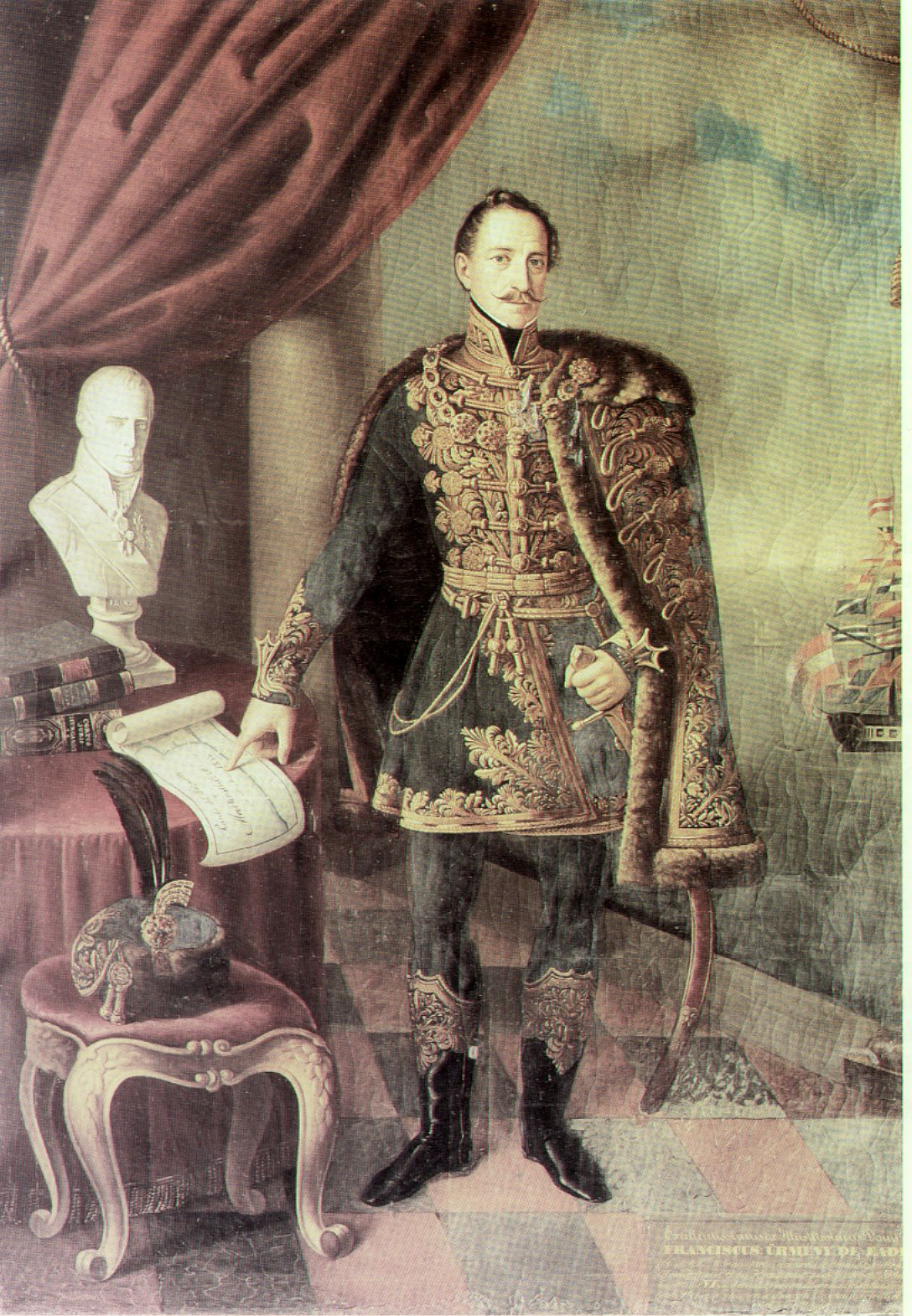
Ferenc Ürményi, längstdienender Gouverneur

| Amtsinhaber                            | Amtszeit                             | Anmerkungen                                                         |
| -------------------------------------- | ------------------------------------ | ------------------------------------------------------------------- |
| József Majláth                         | 1776 – 1783                          |                                                                     |
| Pál Almásy                             | 1783 – 1788                          |                                                                     |
| János Péter Szápáry                    | 1788 – 1791                          |                                                                     |
| Sándor Pászthory                       | 1791 – 1801                          |                                                                     |
| József Klobusiczky                     | 1801 – 1809                          |                                                                     |
| Fiume Teil der Illyrischen Provinzen   |                                      |                                                                     |
| György Majláth                         | 1822 – 1823                          |                                                                     |
| Ferenc Ürményi                         | 1823 – 1837                          |                                                                     |
| Pál Kiss                               | 1837 – 1847                          |                                                                     |
| János Erdődy                           | 1847 – 1848                          |                                                                     |
| Fiume von Kroatien-Slawonien verwaltet |                                      |                                                                     |
| Ede Cseh                               | 6. April 1867 – 29. Juli 1870        | königlicher Kommissar, Leiter des Gouvernorats                      |
| József Zichy                           | 29. Juli 1870 – 5. Dezember 1872     |                                                                     |
| Géza Szapáry                           | 26. Februar 1873 – 1. November 1883  |                                                                     |
| Ágost Zichy                            | 1. November 1883 – 6. März 1892      |                                                                     |
| Lajos Batthyány                        | 6. März 1892 – 2. Oktober 1896       |                                                                     |
| Dezső Abele                            | 2. Oktober 1896 – 14. Juli 1897      | stellvertretender Gouverneur, Leiter des Gouvernorats               |
| Tibor Gaál                             | 14. Juli – 23. November 1897         | stellvertretender Gouverneur, Leiter des Gouvernorats (1. Amtszeit) |
| László Szapáry                         | 23. November 1897 – 2. August 1903   |                                                                     |
| Tibor Gaál                             | 2. August – 10. Dezember 1903        | stellvertretender Gouverneur, Leiter des Gouvernorats (2. Amtszeit) |
| Ervin Roszner                          | 10. Dezember 1903 – 17. Februar 1905 |                                                                     |
| Tibor Gaál                             | 17. Februar – 17. Oktober 1905       | stellvertretender Gouverneur, Leiter des Gouvernorats (3. Amtszeit) |
| Pál Szapáry                            | 17. Oktober – 26. Dezember 1905      |                                                                     |
| Tibor Gaál                             | 26. Dezember 1905 – 24. Mai 1906     | stellvertretender Gouverneur, Leiter des Gouvernorats (4. Amtszeit) |
| György Károlyi                         | 4. April – 29. April 1906            | Ernannt, jedoch vor Amtsantritt zurückgetreten                      |
| Sándor Nákó                            | 24. Mai 1906 – 7. Dezember 1909      |                                                                     |
| István Wickenburg                      | 7. Dezember 1909 – 13. November 1910 | stellvertretender Gouverneur, Leiter des Gouvernorats               |
| István Wickenburg                      | 13. November 1910 – 31. Juli 1917    |                                                                     |
| Zoltán Jekelfalussy                    | 31. Juli 1917 – 29. Oktober 1918     |                                                                     |